# 第十二世噶瑪巴·蔣秋多傑
绛曲多吉（藏語：བྱང་ཆུབ་རྡོ་རྗེ་，威利转写：byang chub rdo rje，THL：Jangchup Dorjé，1703年—1732年），又譯蔣丘多傑 （页面存档备份，存于）、強秋多吉，藏传佛教噶玛噶举派的第十二世噶玛巴。
绛曲多吉出生于藏东德格地区，幼时被认定为十一世噶玛巴的转世灵童。他曾与第八世夏玛巴、第八世大司徒仁波切等人前往尼泊尔与印度朝圣。此后他与夏玛巴奉雍正帝之命一同进京。1731年到达兰州。1732年他们二人都因感染天花而圆寂。